# Finančník a příštipkář
Finančník a příštipkář (ve francouzském originále Le Financier et le Savetier) je opereta – autoři ji žánrově označují jako „opérette-bouffe“ – o jednom dějství francouzského skladatele Jacquese Offenbacha na libreto Hectora Crémieuxe a Edmonda Abouta z roku 1856. Měla premiéru 23. září 1856 v pařížském Théâtre des Bouffes-Parisiens.

## Vznik a charakteristika
V létě roku 1856 řídil Jacques Offenbach již druhým rokem své divadlo Bouffes-Parisiens. Každý večer se hrály zpravidla tři aktovky, a i když řada dřívějších děl byla úspěšně mnohokrát reprízována, přesto bylo třeba repertoár rychle doplňovat. Offenbach proto psal jedno dílo za druhým, přičemž střídal dva hlavní proudy, groteskně-parodický a sentimentálně-komický, přičemž v průběhu každého večera se zpravidla vystřídaly oba typy. Po lyričtějším Čísle 66 (premiéra 31. července) uhodil skladatel ve svém novém díle opět na burleskní notu. Opereta vznikla k příležitosti návratu Offenbachova souboru z letního působiště zpět do svého sídla v Choiseulově pasáži.
Libreto k Finančníkovi a příštipkáři oficiálně napsal jako jediný autor Hector Crémieux, podle záznamů autorských práv se na něm podílel rovněž Edmond About, který si chtěl udržet anonymitu z toho důvodu, že právě prodělal fiasko s jinou svou divadelní hrou. Jedná se o parodii na bajku Příštipkář a finančník Jeana de La Fontaine – kterou Offenbach ostatně spolu s pěti dalšími La Fontainovými bajkami zhudebnil již roku 1842. Její ponaučení (totiž že chudý člověk může být veselý, zatímco bohatství přináší starosti) obrací tato opereta naruby, čehož je symbolem již i název převrácený proti La Fontainově verzi. Ve Finančníkovi a příštipkáři peníze nepokrytě triumfují, přestože jsou získány ne-li nečestně, tedy přinejmenším hazardně, totiž hrou.

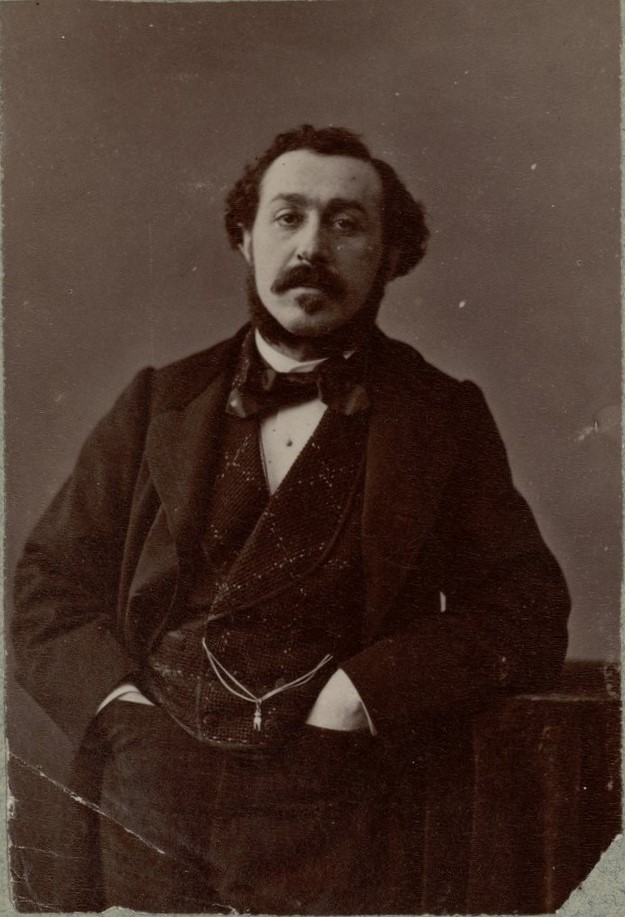
Hector Crémieux, libretista Finančníka a příštipkáře

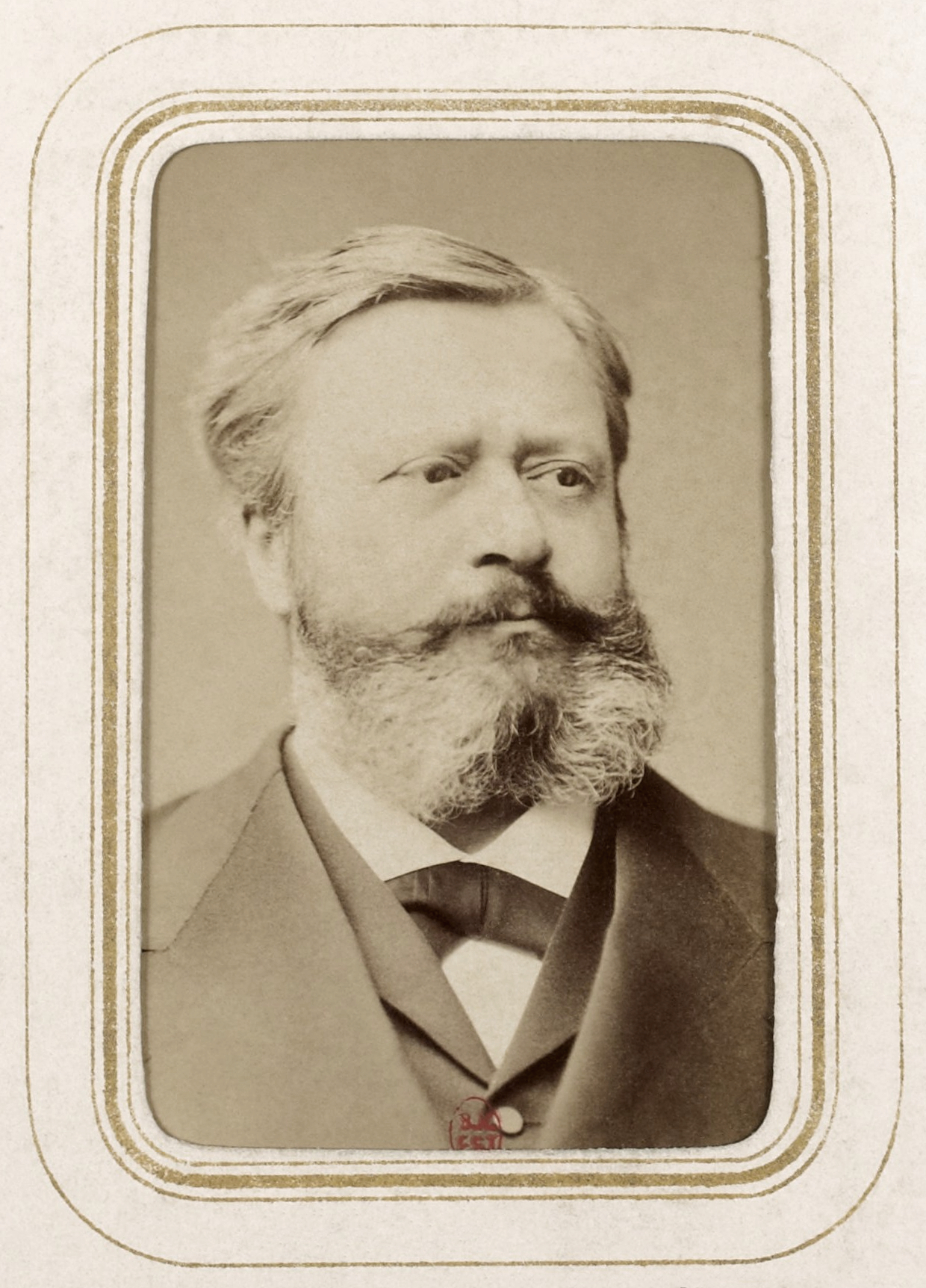
Edmond About, libretista Finančníka a příštipkáře

Hudbu jedna z moderních kritik popisuje jako „směs frenezie a fantazie, kterou nepozorovaně zmírňuje nádech melancholie“. Offenbach se ani zde nevyhnul své oblíbené metodě citace, zde konkrétně závěr tercet o hře, kde cituje duet Blondela a Richarda  Une fièvre brûlante z druhého jednání Grétryho slavné opery Richard Lví srdce. Kritika i obecenstvo oceňovaly nejvíce rondo shrnující obsah La Fontainovy bajky; získalo stejnou popularitu jako bolero ze Dvou slepců a jazyková hra se slabikami v něm předjímá slavný pochod řeckých králů z Krásné Heleny.
Obecenstvo přijalo novou operetu zprvu s jistým nepochopením a premiéru bylo možné nazvat neúspěchem. Brzy se však nálada změnila a odstup se postupně změnil v nadšení. Po nesmělých počátcích se tak z Finančníka a příštipkáře stal jeden z nejoblíbenějších kusů Bouffes-Parisiens, také díky vynikajícímu výkonu Étienna Pradeaua v roli Belazora.

## Inscenační historie
V létě roku 1858 provedlo Thêatre des Bouffes-Parisiens operteu Finančník a příštipkář na své první letní sezóně v mondénních lázních Bad Ems (Emže).
Brzy poté byla aktovka uvedena i ve Vídni, a to v divadle Carltheater pod názvem Schuhflicker und Millionär (Příštipkář a milionář); premiéra se konala 15. ledna 1859. Crémieuxovo libreto přitom ve zpracování známého rakouského dramatika a herce Johanna Nepomuka Nestroye doznalo značných změn, mimo jiné v rozšíření počtu postav (protože Carltheater neměl v tomto smyslu omezenou licenci, jako tomu bylo u Bouffes-Parisiens), postavy dostaly i jiná jména a dějiště bylo přesunuto do Vídně. Zcela novou instrumentaci připravil z Offenbachova klavírního výtahu kapelník divadla Carl Binder, avšak především byla již tak nepříliš rozsáhlá Offenbachova partitura citelně redukována. Hlavní role ztělesnila populární trojice Alois Grois, Karl Treumann a Anna Grobeckerová, sám Nestroy hrál jednoho z hostů se jménem „pan von Storch“ (jeho role prý sestávala z jediného slova „saprment“, zato však opakovaného na sto různých způsobů). Kritika žurnálu Fremden-Blatt zmiňuje zklamání obecenstva z formy takto přepracovaného díla: „Offenbachův singspiel Příštipkář a milionář měl u jednotlivých čísel skvělý, celkově však žádný velký úspěch. Opereta sestává z pouhých dvou hudebních čísel, která jsou obě napsána v příjemném slohu tohoto skladatele a líbila se tak, že bylo bouřlivě vyžadováno jejich opakování. Celkový dojem byl ale právě tímto nedostatkem zpěvu oslaben, a to o to více, že počet účinkujících a skvělá výprava vyvolaly velmi vysoká očekávání.“ I pozitivní kritika Die Presse, chválící výkony hlavních představitelů, zmiňuje, že „to celé nemá povahou ani formou nic společného se zde známými Offenbachovými operetami“. Opereta dosáhla v Carltheater 11 představení a dalších dvou roku 1862 ve Franz-Josefs-Kai-Theater (Treumann-Theater), kam velká část personálu Carltheater roku 1860 přešla. Zde také 4. července 1862 mohlo obecenstvo spatřit původní pařížskou inscenaci, kterou soubor Bouffes-Parisiens zařadila na program svého vídeňského turné. Jen se zpožděnim poměrně zřídka přejala Příštipkáře a milionáře další rakouská divadla, například Zemské divadlo v Linci 8. února 1868.

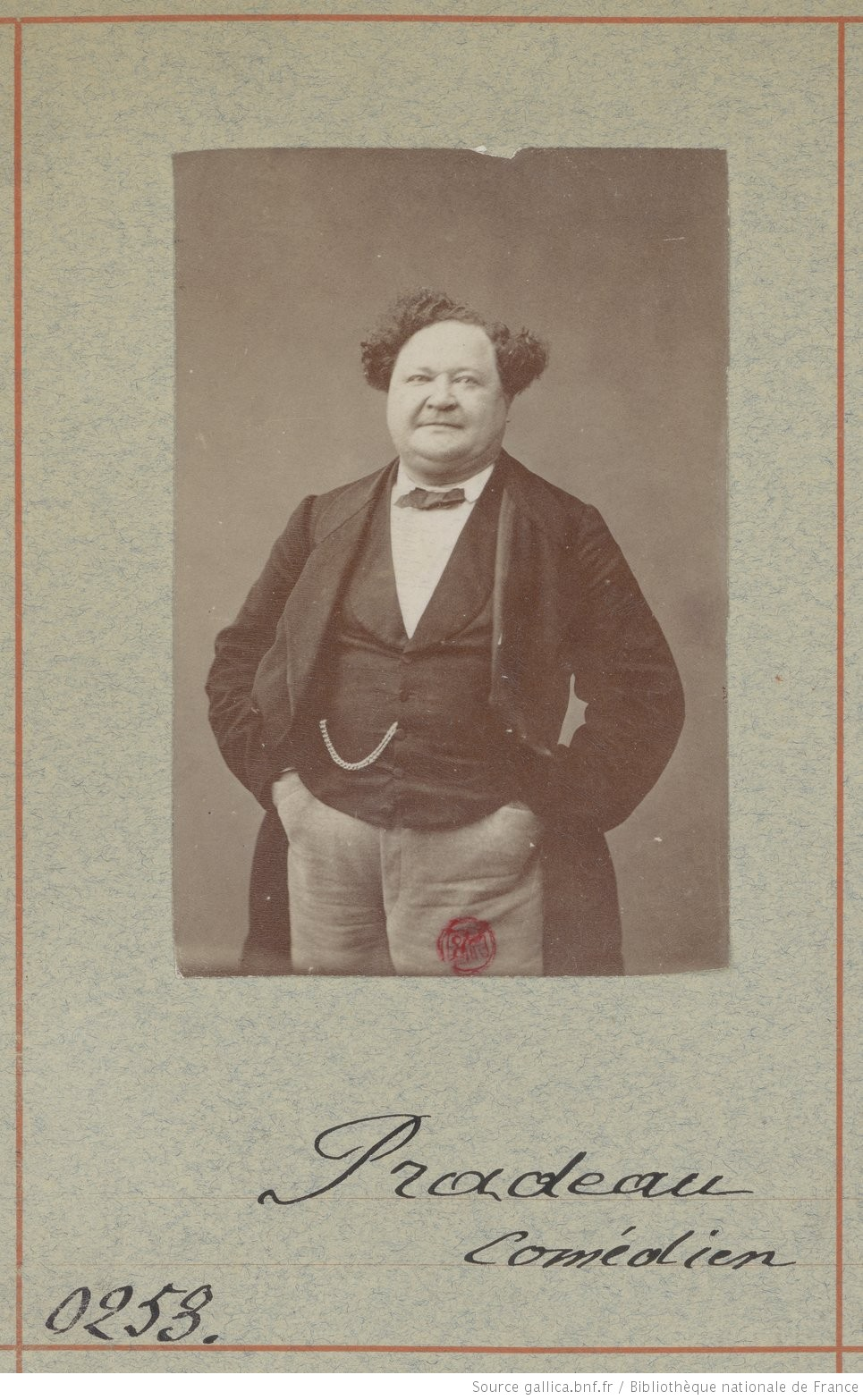
Étienne Pradeau, první představitel finančníka Belazora

V roce 1859 vydalo berlínské nakladatelství Bote & Bock skladatelem autorizovanou úpravu Theodora Gassmanna; ta sice přijímá Nestroyův titul, ale je původnímu textu věrnější a zachovává všechna hudební čísla. Hrála ji vzápětí četná německá divadla, například městské divadlo ve Vratislavi. Koncem roku 1859 ji poprvé uvedlo také městské divadlo v Curychu.
Ve Španělsku Finančníka a příštipkáře poprvé uvedlo madridské divadlo Teatro de la Zarzuela v květnu roku 1870 pod názvem Crispín y Don Crispín (později změněným na Crispín y Don Crispinazo), překlad pořídil Juan José Jiménez Delgado.
Opereta zůstala živá hlavně v domovské Francii, kde jí uvádějí různá menší a amatérská divadla, zmínit lze například inscenace na Offenbachově festivalu na hradě Bruniquel roku 2001, inscenaci pařížské Association Colorature v Théâtre du Tambour Royal roku 2010 nebo na festivalu Opéra de Barie roku 2011. Od roku 2005 je navíc dostupná kritická edice díla, kterou připravil Jean-Christophe Keck; ta měla koncertní premiéru 15. října 2005 a byla i nahrána a vydána na CD. Pod názvem Der Bankier und der Schuhflicker byla tato opereta poloscénicky provedena na posledním Festivalu Jacquese Offenbacha v Bad Ems roku 2013.

### České země
Královské zemské divadlo v Praze uvedlo Finančníka a příštipkáře nikoli ve vídeňské Treumannově a Nestroyově podobě, ale v autorizované berlínské verzi, a to poprvé 1. června 1859. I pražští diváci znali dosud především lyričtější část Offenbachovy tvorby a deník Bohemia v operetě s překvapením shledal „prazvláštní směsici skutečně velmi umně sestavených melodií a nepřirozeně vyšroubovaného děje. A pokud je ostatně to, čemu se v běžném životě říká ‚špatné vtipy‛, humorem, tedy ani této ingredience nechybělo.“ Velké obliby se toto dílo na pražském jevišti nedočkalo.

## Osoby a první obsazení
| osoba                                                                                   | hlasový obor | světová premiéra (23.9.1856)    | vídeňská premiéra (15.1.1859) | česká premiéra (1.6.1859) |
| --------------------------------------------------------------------------------------- | ------------ | ------------------------------- | ----------------------------- | ------------------------- |
| Belazor, finančník [Vídeň: Blasius von Silberberg, milionář] [Praha: Pluster, milionář] | tenor buffo  | Étienne Pradeau                 | Alois Grois                   | Andreas Scutta            |
| Larfaillou [Vídeň: Gregorius Pfriem] [Praha: Franz], příštipkář                         | tenor        | Gustave Gerpré                  | Carl Treumann                 | August Markwordt          |
| Aubépine [Vídeň: Philippine] [Praha: Fanny], Belazorova dcera                           | soprán       | Marie(-Denise-Victoire) Dalmont | Anna Grobecker                | Müller                    |
| První host [Vídeň: pan von Storch]                                                      | baryton/bas  | Davoust                         | Johann Nepomuk Nestroy        | Karel František Rafael    |
| [Praha: Druhý host]                                                                     | …            | –                               | –                             | František Karel Kolár     |
| [Praha: Myslivec]                                                                       | …            | –                               | –                             | Schuster                  |
| Hosté (figuranti)                                                                       |              |                                 |                               |                           |
| Dirigent:                                                                               | Dirigent:    | Jacques Offenbach               | Carl Ferdinand Konradin(?)    | …                         |

## Děj opery

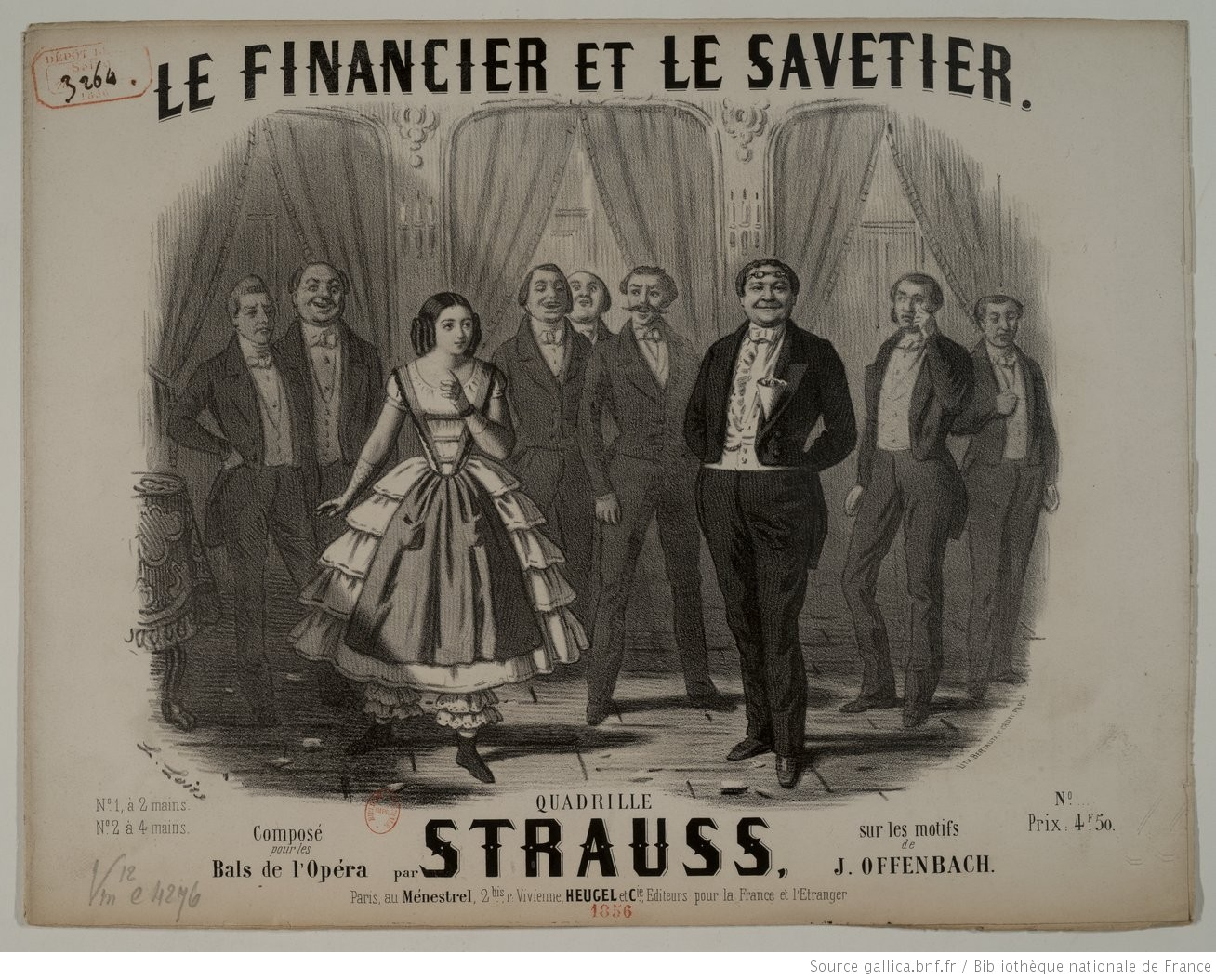
Scénka z Finančníka a příštipkáře – Dalmontová jako Aubépine a Pradeau jako Belazor

(Odehrává se v salonu finančníka Belazora na jeho jmeniny 20. července 1856, v devět hodin večer) Belazor se chystá na příchod hostí, které sezval na oslavu svých jmenin. Čekání mu znepříjemňuje zpěv jeho souseda zezdola, příštipkáře Larfailloua. Finančníka věčné ševcovo prozpěvování připravuje o rozum. A teď navíc sám příštipkář buší na Belazorovy dveře a sděluje mu, že by se rád oženil s jeho dcerou Aubépine. Na námitku užaslého finančníka, že Larfaillou nemá nic a jeho dcera má devadesát tři milionů věna, příštipkář vysvětluje, že to je právě hlavním důvodem jeho žádosti. Belazorovi na nápadníkovi vadí nejen nemajetnost, ale i řeč, způsoby a oděv, takže se ho rychle zbavuje, protože už přicházejí hosté.

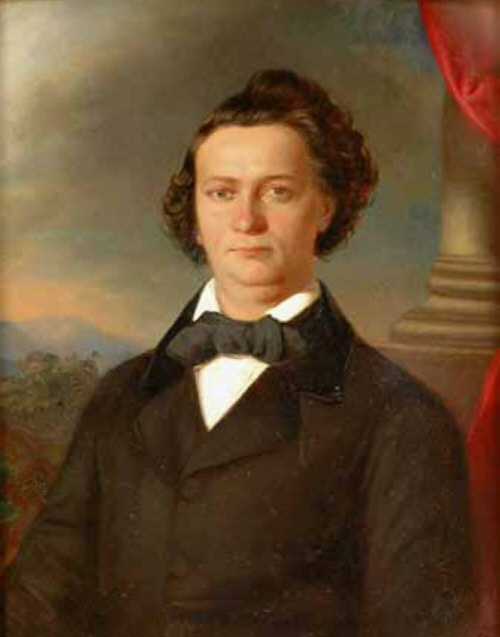
Karl Treumann, který uvedl Finančníka a příštipkáře poprvé ve Vídni a sám v něm hrál ševce

Těm vykládá o svých starostech se sousedem, jehož zpěv je znovu slyšet. Má bohužel nájemní smlouvu na dobu neurčitou s fixním nájmem, takže se ho nejde zbavit. Finančník se jej dokonce snažil zahubit za pomoci statistických zákonů. Dočetl se totiž, že v Paříži ročně zemřou jeden až dva ševci, a proto skoupil všechny ševcovské dílny a fúzoval je s Larfaillouovým podnikem, aby neoblomná statistika dopadla na něho – ale marně… Aby přišel na lepší myšlenky, představuje hostům svou dceru Aubépine, která mu přichází blahopřát – se švihadlem a holčičí naivností (č. 1 árie-kuplety Je dormais dedans ma chambre). Aubépine byla na slavnost povolána z penzionátu, a aby ukázala, co se naučila, přednáší na otcovu počest La Fontainovu bajku „Příštipkář a finančník“ – na hudbu paní ředitelky a verše paní zástupkyně (č. 2 árie-bajka Trop amoureux de la cadence). Finančník v bajce, který se potřeboval zbavit příštipkářova zpěvu, mu daroval sto dukátů – a chudý švec se tak strachoval o to, že mu je někdo ukradne, že přestal zpívat.
Belazorovi se La Fontainův recept zamlouvá a hodlá ho vyzkoušet. Dává povolat Larfailloua a vnutí překvapenému ševci sto dukátů. Ve vedlejším sále se tančí a společnost se tam odebere, zanechávajíc na místě Larfailloua a Aubépine (která je do obuvníka již nějakou dobu šíleně zamilována). Její bláhovou představu, že je princ z Gerolsteinu přestrojený za ševce, musí Larfaillou vyvrátit, ale i tak jí vyznává lásku. Jen neví, jak si získat jejího otce. Aubépine má jednoduché řešení: ať Larfaillou nehorázně zbohatne, a otec jistě od svých námitek upustí. Za tím účelem mu radí hrát na burze, kterou mu barvitě popisuje (č. 3 duet Mais autant qu'un prince… C'est une ressource a č. 3a kuplet o burze Il est rue Vivienne un grand monument).
Jenže burza je o půlnoci již zavřená, zato se vracejí hosté a začínají hrát karetní hru landsknecht. Larfaillou se zapojí se svým stem dukátů a štěstí mu nesmírně přeje, brzy na hostech vyhraje celý milion – a stále si zpívá. Belazor se dává do hry sám a netrvá dlouho a prohraje se ševcem všechny své miliony, dům a nakonec i svršky (č. 4 tercet J'ai-z-million… Le jeu, fièvre brûlante).
Finančník je nucen se svléknout a přenechat příštipkáři i své brýle; zato si musí obléci jeho usmolený oděv. A výměna šatstva má na oba velký vliv: Larfaillou najednou mluví spisovně a uhlazeně, zato jazyk a způsoby Belazora se změnily notně k horšímu… Belazor chce situaci jetě obrátit a použije příštipkářovi staré zbraně: začne zpívat sám (č. 5 kuplety Frappe sur ton empeigne). Jenže Larfaillouovi se sebefalešnější Belazorův zpěv líbí a s vervou se přidává.
V nouzi volá finančník svou dceru. Ta se baví jeho vzhledem a celkově je situací nadšena: Larfaillou je boháč, jak potřebovala, a otec není ve stavu, aby jí mohl cokoli vážně zakazovat. Larfaillou znovu žádá o její ruku a pod podmínkou, že se nejprve bude jednat o pouhé zásnuby – dívce je přece jen teprve patnáct let – Belazor souhlasí. Na závěr všichni tři zpívají ponaučení, že není radno důvěřovat štěstí ve hře ani literárním klasikům (č. 6 finále Le financier de La Fontaine).

## Instrumentace
Dvě flétny (2. též pikola), hoboj, dva klarinety, dva fagoty; dva lesní rohy, dvě trubky, pozoun; bicí souprava; smyčcové nástroje (housle, violy, violoncella, kontrabasy).

## Diskografie
- 195?? (rozhlasová nahrávka, oficiálně nevydaná) Zpívají: (Belazor) Karl Ernst Mercker, (Larfaillou) Donald Grobe, (Aubépine) Gerti Zeumer. Orchester des Frankfurter Rundfunks řídí Kurt Schröder (v němčině).
- 1972 (rozhlasová nahrávka, oficiálně nevydaná) Zpívají: (Belazor) Joseph Peyron, (Larfaillou) Rémy Corazza, (Aubépine) Patricia Dupont, (první host) Pierre Saugey. Orchestre Lyrique de l'O.R.T.F. řídí Jean Doussard.
- 2006 (CD 2007 Universal Music Classics France – 442 8964) Zpívají: (Belazor) Franck Thézan, (Larfaillou) Eric Huchet, (Aubépine) Ghyslaine Raphanel, (první host) Frédéric Bialecki. Orchestre des Concerts Pasdeloup řídí Jean-Christophe Keck.[29]